# Fama (pel·lícula de 2009)
Fama (títol original: Fame) és una pel·lícula de drama musical estatunidenca de 2009 i una nova versió de la pel·lícula homònima de 1980. Va ser dirigida per Kevin Tancharoen i escrita per Allison Burnett. Es va estrenar el 25 de setembre de 2009 als Estats Units, Canadà, Irlanda i el Regne Unit. La pel·lícula segueix un grup d'estudiants talentosos que assisteixen a la High School of Performing Arts de la ciutat de Nova York, on els reben una formació especialitzada que sovint condueix a l'èxit a la indústria de l'entreteniment. S'ha doblat al català.
Debbie Allen, que interpreta la directora de l'escola Angela Simms, és l'única persona que apareix a la pel·lícula original, al programa de televisió posterior (a la pel·lícula de 1980 i a la sèrie va interpretar el paper de la professora de dansa Lydia Grant) i a aquesta producció.

## Repartiment
El repartiment principal apareix al lloc web oficial.
Estudiants
- Collins Pennie com a Malik Washburn
- Kay Panabaker com a Jenny Garrison
- Asher Book com a Marco Ramonte
- Paul Iacono com a Neil Baczynsky
- Naturi Naughton com a Denise Dupree
- Anna Maria Perez de Tagle com a Joy Moy
- Paul McGill com a Kevin Barrett
- Kherington Payne com a Alice Ellerton
- Walter Perez com a Victor Tavares
- Kristy Flores com a Rosie Martinez

Professors i personal
- Debbie Allen com a Angela Simms
- Charles S. Dutton com a Alvin Dowd
- Bebe Neuwirth com a Lynn Kraft
- Megan Mullally com a Fran Rowan
- Kelsey Grammer com a Joel Cranston

Altres personatges
- Cody Longo com a Andy Matthews
- Dale Godboldo com a directiu musical
- Michael Hyatt com a Srta. Washburn
- James Read and Laura Johnson com a Sr. and Srta. Ellerton
- Julius Tennon and April Grace com a Sr. and Srta. Dupree
- Howard Gutman com a Sr. Baczynsky
- Ryan Surratt com a Eddie
- Marcus Hopson com a Face
- Johanna Braddy com a Katie